# Maruyung Sari
Maruyung Sari is een bestuurslaag in het regentschap Ciamis van de provincie West-Java, Indonesië. Maruyung Sari telt 5388 inwoners (volkstelling 2010).